# Lípa nad Orlicí
Pour les articles homonymes, voir Lípa.
Lípa nad Orlicí (en allemand : Lipa an der Adler) est une commune du district de Rychnov nad Kněžnou, dans la région de Hradec Králové, en République tchèque. Sa population s'élevait à 577 habitants en 2022.

## Géographie
Lípa nad Orlicí se trouve à 3 km au sud-est du centre de Týniště nad Orlicí, à 14 km à l'ouest-sud-ouest de Rychnov nad Kněžnou, à 22 km à l'est-sud-est de Hradec Králové et à 119 km à l'est-nord-est de Prague.
La commune est limitée par Týniště nad Orlicí à l'ouest, au nord et à l'est, et par Čestice et Žďár nad Orlicí au sud.

## Histoire
La première mention écrite de la localité date de 1396.

## Transports
Par la route, Lípa nad Orlicí se trouve à 3,5 km de Týniště nad Orlicí, à 9 km de Kostelec nad Orlicí, à 16 km de Rychnov nad Kněžnou, à 24 km de Hradec Králové et à 142 km de Prague.